# Arthur Duffey
Arthur Francis Duffey  (né le 14 juin 1879 à Roxbury - mort le 25 janvier 1955 à Boston) est un athlète américain, spécialiste des épreuves de sprint.

## Biographie
Vainqueur du 100 yards des Championnats de l'Amateur Athletic Union 1899, et invaincu durant deux saisons, il figure parmi les prétendants au titre du 100 mètres lors des Jeux olympiques de 1900, à Paris. Auteur d'un nouveau record olympique lors des séries en 11 s 4, il se blesse lors de la finale après 60 m de course et doit abandonner l'épreuve.
Le 31 mai 1902, à New York, Arthur Duffey établit un nouveau record du monde du 100 yards en 9 s 6, mais cette performance est annulée par les instances de l'AAU pour faits de professionnalisme.
Il est élu au Temple de la renommée de l'athlétisme des États-Unis en 2012.

## Sources
- Robert Parienté et Alain Billouin, La Fabuleuse Histoire de l'athlétisme, Paris, Minerva, 2003  (ISBN 978-2-8307-0727-4)